# Bryson
Bryson es un municipio canadiense situado en la provincia de Quebec.

## Superficie
Bryson tiene una superficie de 3,58 km².

## Demografía
En 2021, tenía 646 habitantes, una densidad poblacional de 180,4 hab./km², y 302 viviendas.